# Johannes Vilhelm Jensen

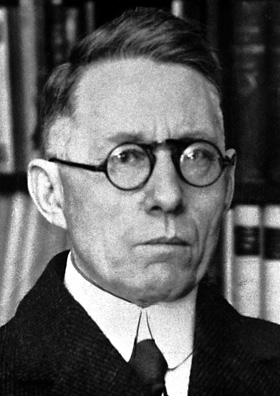
Johannes Vilhelm Jensen (1944)

Johannes Vilhelm Jensen (* 20. Januar 1873 in Farsø, Jütland; † 25. November 1950 in Kopenhagen) war ein dänischer Schriftsteller und Träger des Literaturnobelpreises 1944.

## Leben
Johannes V. Jensen wuchs als Kind eines Tierarztes mit neun Geschwistern im himmerländischen Dorf Farsø auf. Eine seiner Schwestern war Thit Jensen, Schriftstellerin und Vorkämpferin für die Emanzipation der Frau.
Jensen studierte Medizin, übte aber den Beruf nie aus. Schon während seines Studiums schrieb er Abenteuer- und Dekadenzromane. Nach langen Reisen und Aufenthalten in den USA, Großbritannien und Frankreich als Journalist fand Jensen seinen literarischen Stil. Sein lebensbejahender Optimismus wurde bald für die moderne dänische Literatur maßgeblich. Einflüsse von Walt Whitman und Rudyard Kipling sind für Jensens Gedichte bezeichnend. Der Einfluss von Charles Darwin fließt in Jensens Romanzyklus Die lange Reise ein, welcher die Entwicklung des nordischen Menschen bis zum 15. Jahrhundert schildert. Dabei bewegte er sich am Rande des Rassismus.

## Ehrungen
- 1918 Literaturpreis Drachmannlegatet
- Im Dezember 1944 erhielt er den Nobelpreis für Literatur „für die seltene Kraft und Fruchtbarkeit seiner Dichterfantasie, verbunden mit umfassendem Intellekt und kühner schöpferischer Stilkunst“, so die Urteilsbegründung des Nobelkomitees. Zuvor war in den Kriegsjahren seit 1940 kein Literaturnobelpreis mehr verliehen worden.
- Nach ihm ist das Johannes V. Jensen Land in Grönland benannt.
- 1999 wurde der Roman Kongens Fald (1901, dt. 1912: Des Königs Fall) von den Lesern der großen dänischen Tageszeitungen zum „Dänischen Buch des Jahrhunderts“ gewählt.

## Werke
- Danskere. 1896
- Einar Elkær. 1898
- Himmerlandsfolk. 1898 (dt. zusammengefasst: Himmerlandsgeschichten. 1908; vollständig in: Himmerlandsvolk. Deutsch von Ulrich Sonnenberg. Guggolz, Berlin 2017, ISBN 978-3-945370-12-4)
- Intermezzo. 1899 (enthält die Erzählungen: Dolores, Louison und Forsvundne Skove. Dt. enthalten in: Die Welt ist tief. 1923. Dolores ebenfalls enthalten in Dolores und andere Novellen)
- Foraarets Død. 1900
- Den store Sommer. 1900
- Den gotiske Renaissance. 1901
- Vinteren. 1901
- Kongens Fald. 1901 (besteht aus: Foraarets Død, Den store Sommer, Vinteren; dt.: Des Königs Fall. 1912)
- Madame D'Ora. 1904 (dt.: 1907)
- Nye Himmerlandshistorier. 1904 (dt. zusammengefasst: Himmerlandsgeschichten. 1908; vollständig in: Himmerlandsgeschichten. Deutsch von Ulrich Sonnenberg. Guggolz, Berlin 2020, ISBN 978-3-945370-24-7)
- Skovene. 1904 (dt. enthalten in: Die Welt ist tief. 1923)
- Hjulet. 1905 (dt.: Das Rad. 1908)
- Digte. 1906
- Myter og Jagter. 1907 (dt.: Mythen und Jagden. 1910)
- Den ny Verden. 1907 (dt.: Die neue Welt. 1908)
- Singaporenoveller. 1907
- Nye Myter. 1908
- Bræen. 1908 (dt.: Der Gletscher. Ein neuer Mythos vom ersten Menschen. 1911)
- Lille Ahasverus. 1909
- Myter, ny Samling. 1910
- Himmerlandshistorier, tredie Samling. 1910 (dt. zusammengefasst: Himmerlandsgeschichten. 1908)
- Nordisk Aand. 1911
- Skibet. 1912 (dt.: Das Schiff. 1915)
- Myter, fjerde Samling. 1912
- Rudyard Kipling. 1912
- Olivia Marianne. 1915
- Introduktion til vor Tidsalder. 1915 (dt.: Unser Zeitalter. 1918)
- Aarbog 1916.
- Aarbog 1917.
- Norne-Gæst. 1919 (dt.: Norne-Gast. 1926)
- Det tabte Land. 1919 (dt.: Das verlorene Land. 1920)
- Johannes Larsen og hand Billeder. 1920
- Christofer Columbus. 1921 (dt.: Kolumbus. 1922)
- Sangerinden. 1921
- Digte, tredie Udgave. 1921
- Cimbrerens Tog. 1922 (dt.: Zug der Cimbern. 1922)
- Æstetik og Udvikling. 1923
- Aarstiderne. 1923
- Myter (1914-1924). 1924
- Hamlet. 1924
- Evolution og Moral. 1925
- Aarets Højtider. 1925
- Thorvaldsens Portrætbuster. 1926
- Verdens Lys. 1926
- Jørgine. 1926 (dt.: Jörgine. Eine Erzählung aus alter Zeit. 1930)
- Dyrenes Forvandling. 1927 (dt.: Verwandlung der Tiere. Zur Plastik der Entwicklung. 1928)
- Ved Livets Bred. 1928
- Aandens Stadier. 1928 (dt.: Die Stadien des Geistes. Zur Bestimmung des Gradus. 1930)
- Retninger i Tiden. 1930
- Den jyske Blæst. 1931
- Form og Sjæl. 1931
- Paa danske Veje. 1931
- Pisangen. 1932
- Kornmarken. 1932
- Sælernes Ø. 1934
- Det Blivende. 1934
- Dr. Renaults Fristelser. 1935
- Gudrun. 1936 (dt.: 1937)
- Darduse. 1937
- Passkebadet. 1937
- Jyske Folkelivsmalere. 1937
- Thorvaldsen. Haandværkeren og Manden. 1938
- Nordvejen. 1939
- Fra Fristaterne. 1939
- Gutenberg. 1939
- Mariehønen. 1940
- Mindets Tavle. 1941
- Vor Oprindelse. 1941
- Om Sproget og Undervisningen. 1942
- Kvinden i Sagatiden. 1942
- Folkeslagene i Østen. 1943
- Møllen. 1944
- Afrika. Opdagelsesrejserne. 1949
- Swift og Oehlenschläger. 1950
- Tilblivelsen. 1951